# RPM (잡지)

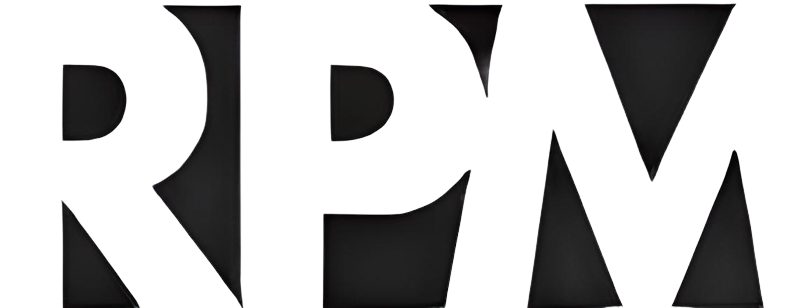

RPM은 캐나다의 음악 잡지이다. 노래 및 음반 순위를 발표했으나, 현재는 폐간되었다.

## 같이 보기
- 주노상